# Buffy-Lynne Alexander-Williams
Buffy-Lynne Alexander-Williams (North York (Toronto), 27 marzo 1977) è una canottiera canadese, vincitrice mella medaglia di bronzo olimpica nell'otto a Sydney 2000.

## Biografia
È figlia di Claire Alexander, ex giocatore di hockey su ghiaccio della National Hockey League. Si è sposata con il canottiere Barney Williams, vincitore di una medaglia d'argento ai Giochi olimpici di Atene 2004.
Ha iniziato a pratica il canottaggio all'età di diciassette anni.
Ha esordito alle Olimpiadi di Sydney 2000, dove ha vinto la medaglia di bronzo nell'otto, con Heather McDermid, Heather Davis, Dorota Urbaniak, Theresa Luke, Emma Robinson, Alison Korn, Laryssa Biesenthal e Lesley Thompson-Willie, dietro agli equipaggi di Romania e Paesi Bassi.
Ha rappresentato il Canada ai Giochi olimpici estivi di Atene 2004 nel due senza, con Darcy Marquardt, terminado la competizione al 4º posto, alle spalle delle imbarcazioni di Romania (Georgeta Andrunache e Viorica Susanu), Gran Bretagna (Katherine Grainger e Cath Bishop) e Bielorussia (Julija Bičyk, Natallja Helach).
Ha fatto la sua terza apparizione alle olimpiadi a Pechino 2008, classificandosi 4ª nell'otto, con Heather Mandoli, Andréanne Morin, Sarah Bonikowsky, Romina Stefancic, Darcy Marquardt, Ashley Brzozowicz, Jane Rumball e Lesley Thompson-Willie.

## Palmarès
- Giochi olimpici

Sydney 2000: bronzo nell'otto;
- Mondiali

Aiguebelette 1997: argento nell'otto.
Colonia 1990: argento nel 4 con; bronzo nell'otto.
St. Catharines 1999: bronzo nell'otto
Milano 2003: bronzo nell'otto